# Liste der Biografien/Merk
Liste der Biografien |
Portal Biografien |
Personensuche
# |
A |
B |
C |
D |
E |
F |
G |
H |
I |
J |
K |
L |
M |
N |
O |
P |
Q |
R |
S |
T |
U |
V |
W |
X |
Y |
Z |
?
 
Ma |
Mb |
Mc |
Md |
Me |
Mf |
Mg |
Mh |
Mi |
Mj |
Mk |
Ml |
Mm |
Mn |
Mo |
Mp |
Mq |
Mr |
Ms |
Mt |
Mu |
Mv |
Mw |
Mx |
My |
Mz
 
Mea–Mee |
Mef |
Meg |
Meh |
Mei |
Mej |
Mek |
Mel |
Mem |
Men |
Meo |
Mep |
Mer |
Mes |
Met |
Meu |
Mev |
Mew |
Mex |
Mey |
Mez
 
Mera |
Merb |
Merc |
Merd |
Mere |
Merf |
Merg |
Merh |
Meri |
Merj |
Merk |
Merl |
Merm |
Mern |
Mero |
Merr |
Mers |
Mert |
Meru |
Merv |
Merw |
Merx |
Mery |
Merz
Die Liste der Biografien führt alle Personen auf, die in der deutschsprachigen Wikipedia einen Artikel haben. Dieses ist eine Teilliste mit 262 Einträgen von Personen, deren Namen mit den Buchstaben „Merk“ beginnt.

## Merk
- Merk, Alexander (* 1987), deutscher Zauberkünstler
- Merk, Beate (* 1957), deutsche Politikerin (CSU), MdLBeate Merk (* 1957)

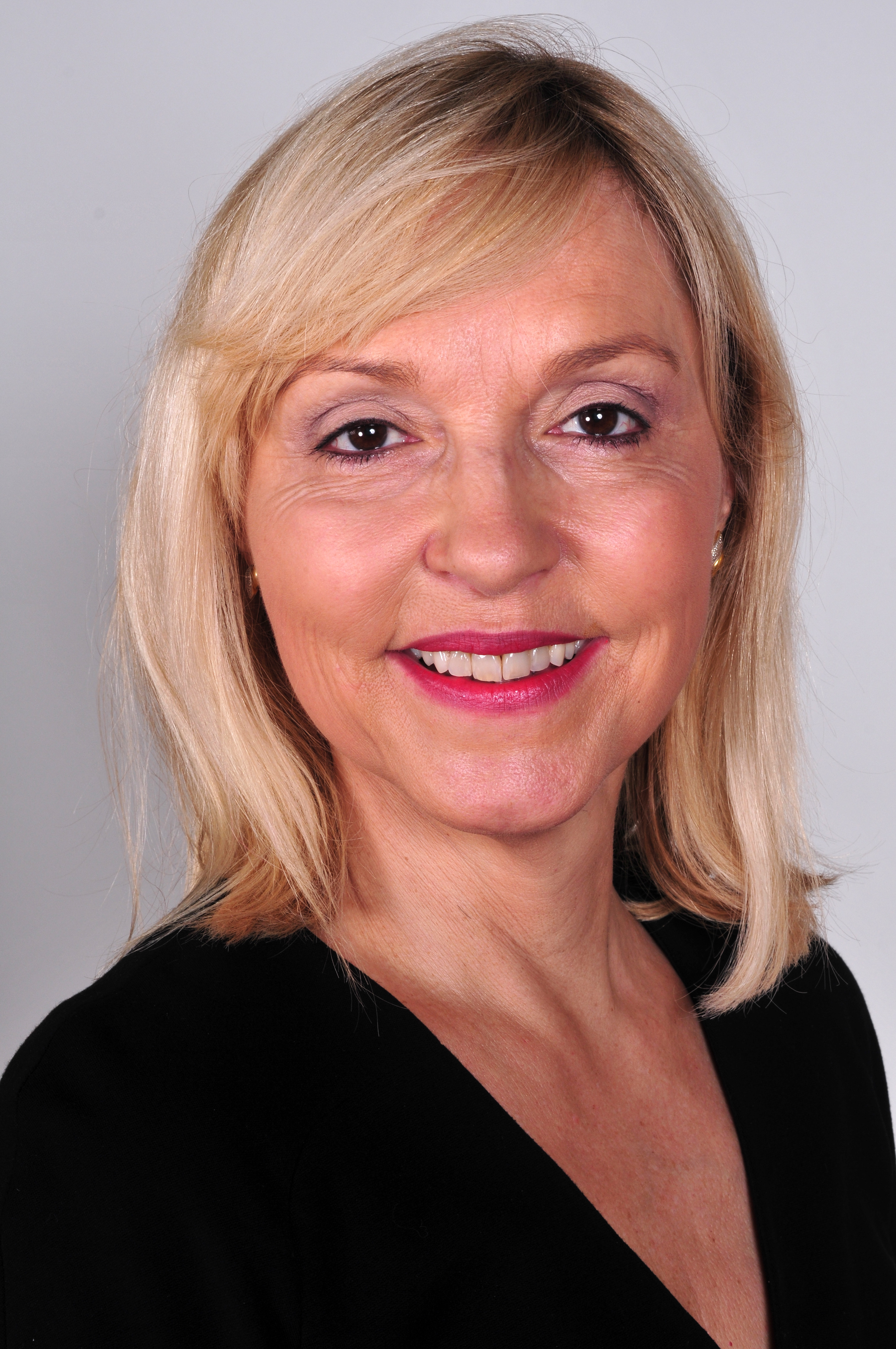
Beate Merk (* 1957)

- Merk, Bruno (1922–2013), deutscher Politiker (CSU), MdL, bayerischer Innenminister (1966–1977)
- Merk, Bruno (* 1970), deutscher Kerntechnikingenieur und Hochschullehrer
- Merk, Daniela (* 1974), deutsche Schlagersängerin
- Merk, Eduard (1816–1888), deutscher Historienmaler und Genremaler
- Merk, Elisabeth (* 1963), deutsche Architektin und Stadtplanerin, Stadtbaurätin von München
- Merk, Ernst (1903–1975), deutscher Generalmajor im Zweiten Weltkrieg
- Merk, Franz (1894–1945), deutscher Politiker (NSDAP), MdR
- Merk, Gerhard Ernst (1931–2020), deutscher Wirtschaftswissenschaftler
- Merk, Gottfried (1786–1825), Münchener bürgerlicher Goldarbeiter und Hofjuwelier
- Merk, Günther (1888–1947), deutscher Jurist, SS-Brigadeführer und Generalmajor der Polizei
- Merk, Gustav (1874–1954), deutscher Priester und Archivar
- Merk, Hans Günther (1930–2024), deutscher Jurist, Präsident des Statistischen Bundesamtes und Bundeswahlleiter
- Merk, Heidrun (* 1945), deutsche Politikerin (SPD), MdL
- Merk, Jan (* 1964), deutscher Historiker, Autor und Museumsleiter
- Merk, Joachim (* 1976), deutscher Ökonom, Professor für Betriebswirtschaftslehre
- Merk, Joseph (1780–1845), Geheimer Referendar, Abgeordneter des badischen Landtags
- Merk, Joseph (1795–1852), österreichischer Komponist und Cellist
- Merk, Kai (* 1998), deutsch-kirgisischer Fußballspieler
- Merk, Käte (1911–1997), deutsche Schauspielerin
- Merk, Kimi (* 2004), deutsch-kirgisischer Fußballspieler
- Merk, Klaus (* 1967), deutscher Eishockeytorwart und -trainer
- Merk, Larissa Wiktorowna (* 1971), russische Ruderin
- Merk, Markus (* 1962), deutscher FußballschiedsrichterMarkus Merk (* 1962)

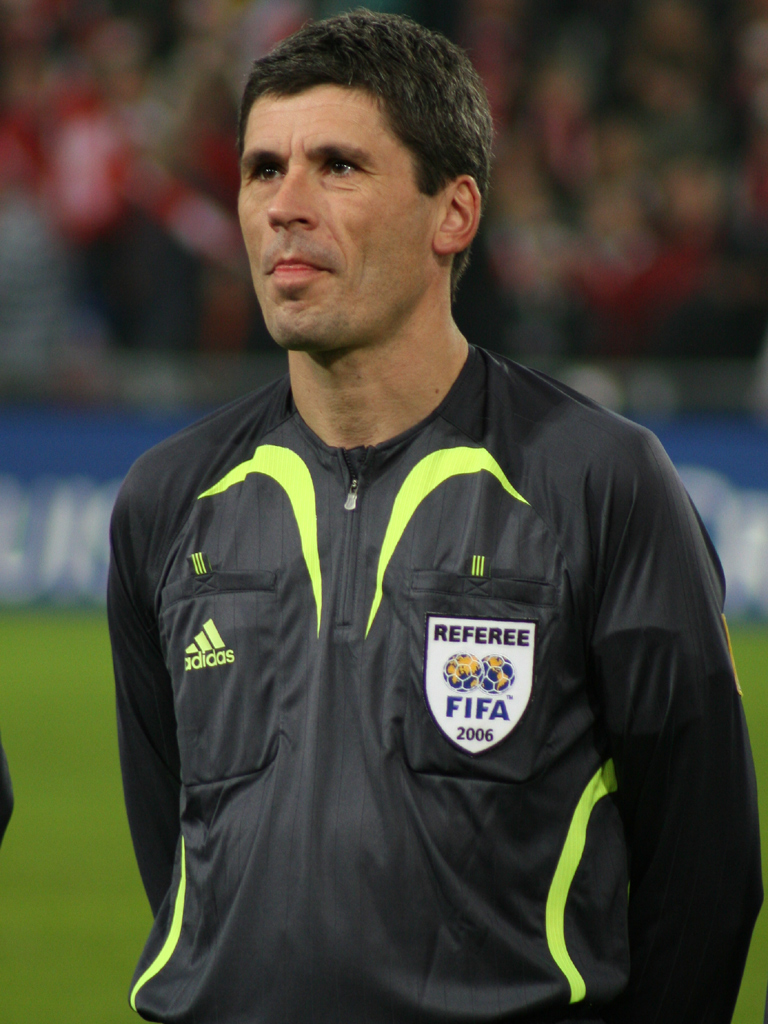
Markus Merk (* 1962)

- Merk, Otto (1933–2021), deutscher Theologe
- Merk, Patrik (* 1974), Schweizer Bahnradsportler
- Merk, Sebastian (* 1977), deutscher Drummer des Modern Jazz
- Merk, Sybille (* 1968), deutsche Regattaseglerin
- Merk, Theresa (* 1989), deutsche Fußballtrainerin und ehemalige Fußballspielerin
- Merk, Thomas (* 1953), deutscher Schriftsteller und literarischer Übersetzer
- Merk, Valentin (1853–1937), deutscher Kunstpädagoge und Professor an der Kunstgewerbeschule Karlsruhe
- Merk, Walther (1883–1937), deutscher Jurist und Hochschullehrer
- Merk-Erbe, Brigitte (* 1956), deutsche Kommunalpolitikerin (Freie Wähler)

### Merka
- Merka, ägyptischer Beamter der 1. Dynastie
- Merkan, Walter (1908–1975), deutscher Radrennfahrer
- Merkati, Alexandros (1874–1947), griechischer Adliger, Beamter und Olympiateilnehmer
- Merkatz, Friedrich von (1876–1949), deutscher Offizier und Militärschriftsteller
- Merkatz, Hans-Joachim von (1905–1982), deutscher Politiker (DP, CDU), MdB, MdEP
- Merkatz, Johann Friedrich von (1698–1763), preußischer Oberst, Chef des Schlesischen Artilleriekorps
- Merkatz, Johann Friedrich von (1729–1815), preußischer Generalleutnant
- Merkatz, Karl (1930–2022), österreichischer SchauspielerKarl Merkatz (1930–2022)

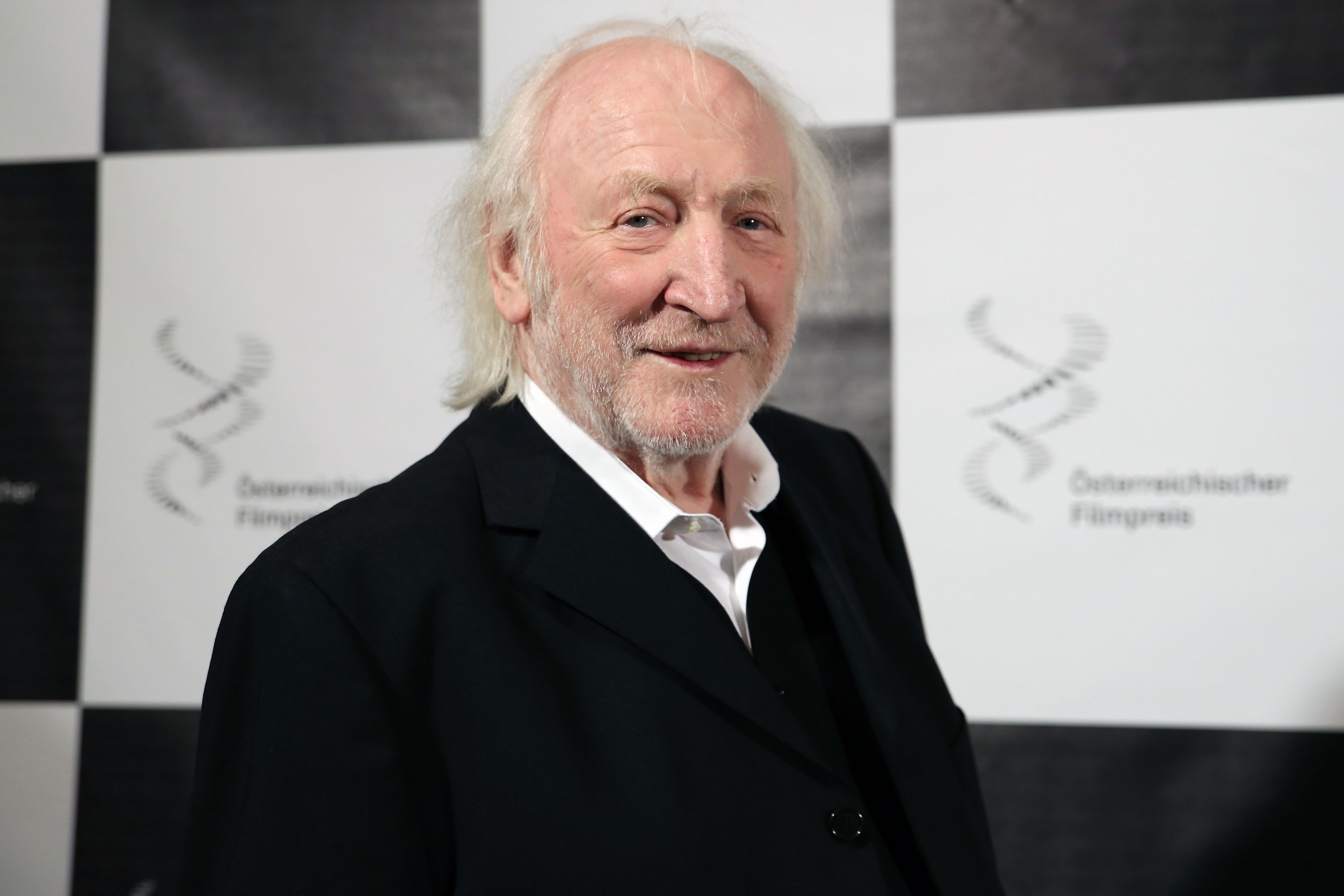
Karl Merkatz (1930–2022)

- Merkau, Alina (* 1986), deutsche Moderatorin und Schauspielerin
- Merkaure Sobekhotep, altägyptischer König der Zweiten Zwischenzeit

### Merke
- Merke, Else (1920–2005), deutsche DBD-Funktionärin, MdV, Mitglied des Staatsrates der DDR
- Merke, Franz (1893–1975), Schweizer Arzt, Chirurg, Hochschullehrer, Chefarzt, Autor und Medizinhistoriker
- Merke, Helmut (1919–1988), deutscher DBD-Funktionär, MdL, LPG-Vorsitzender
- Merkel, Adolf (1836–1896), deutscher Rechtsphilosoph
- Merkel, Alexander (* 1992), kasachisch-deutscher Fußballspieler
- Merkel, André (* 1967), deutscher Fußballspieler
- Merkel, Andreas (* 1970), deutscher Buchautor
- Merkel, Angela (* 1954), deutsche Politikerin (CDU), MdB, Bundeskanzlerin der Bundesrepublik Deutschland (2005–2021)Angela Merkel (* 1954)

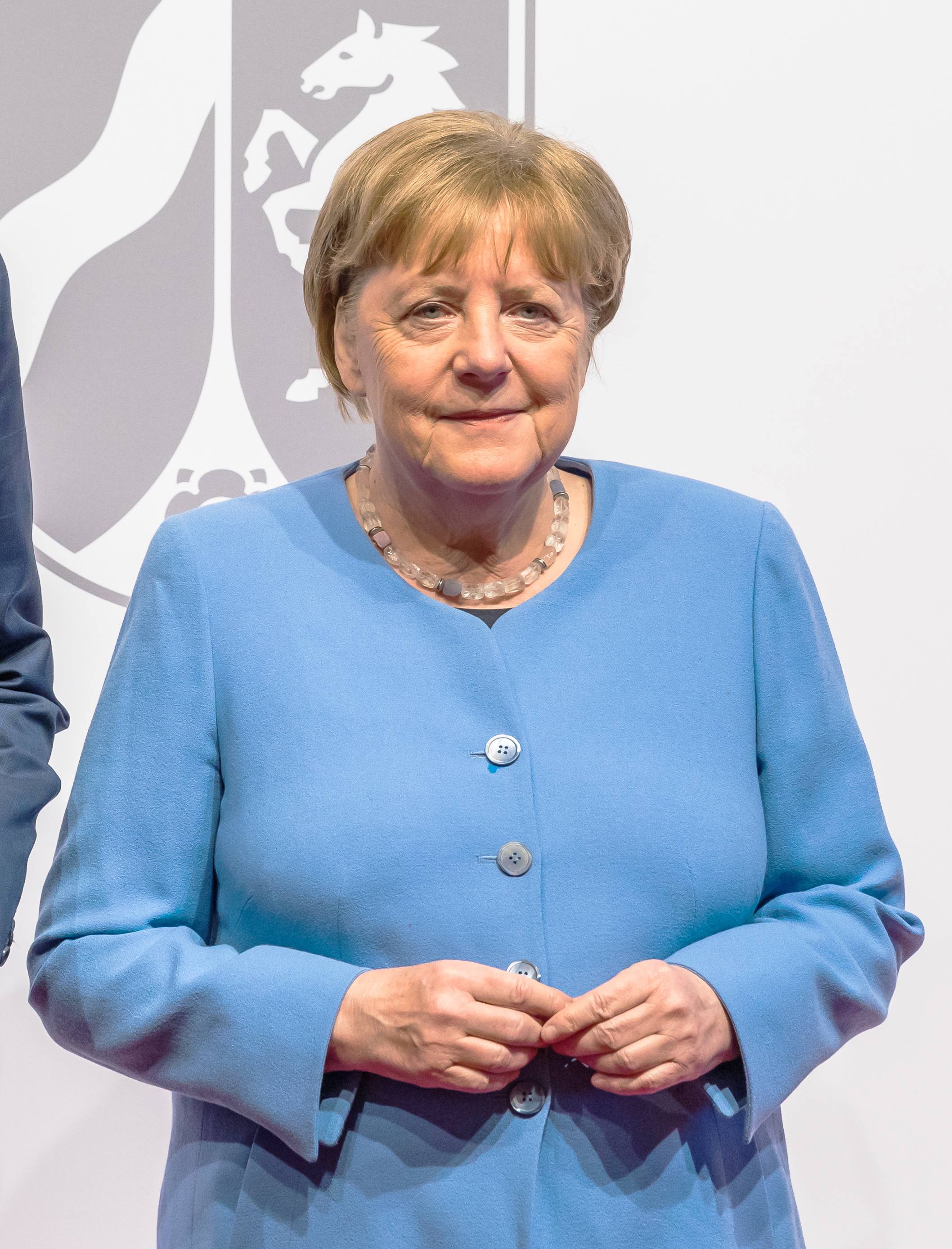
Angela Merkel (* 1954)

- Merkel, Bernd (1938–2024), deutscher Admiralarzt
- Merkel, Broder J. (* 1949), deutscher Hydrogeologe
- Merkel, Carl Christoph (1799–1877), deutscher Verwaltungsjurist und Politiker
- Merkel, Curt-Heinz (1919–2000), deutscher Politiker (SED), Minister für Handel und Versorgung der DDR
- Merkel, Edmund (* 1947), deutscher Kommunalpolitiker (CDU)
- Merkel, Else (1905–1990), deutsche Kommunistin, Widerstandskämpferin und Mitbegründerin der Vereinigung der Verfolgten des Naziregimes (VVN-BA)
- Merkel, Erich (* 1916), deutscher Fußballspieler
- Merkel, Franz (1754–1824), deutscher Ökonom und Landtagsabgeordneter Großherzogtum Hessen
- Merkel, Franz Josef Meinrad (* 1944), deutscher Ordensgeistlicher und römisch-katholischer Bischof von Humaitá
- Merkel, Fred (* 1962), US-amerikanischer MotorradrennfahrerFred Merkel (* 1962)

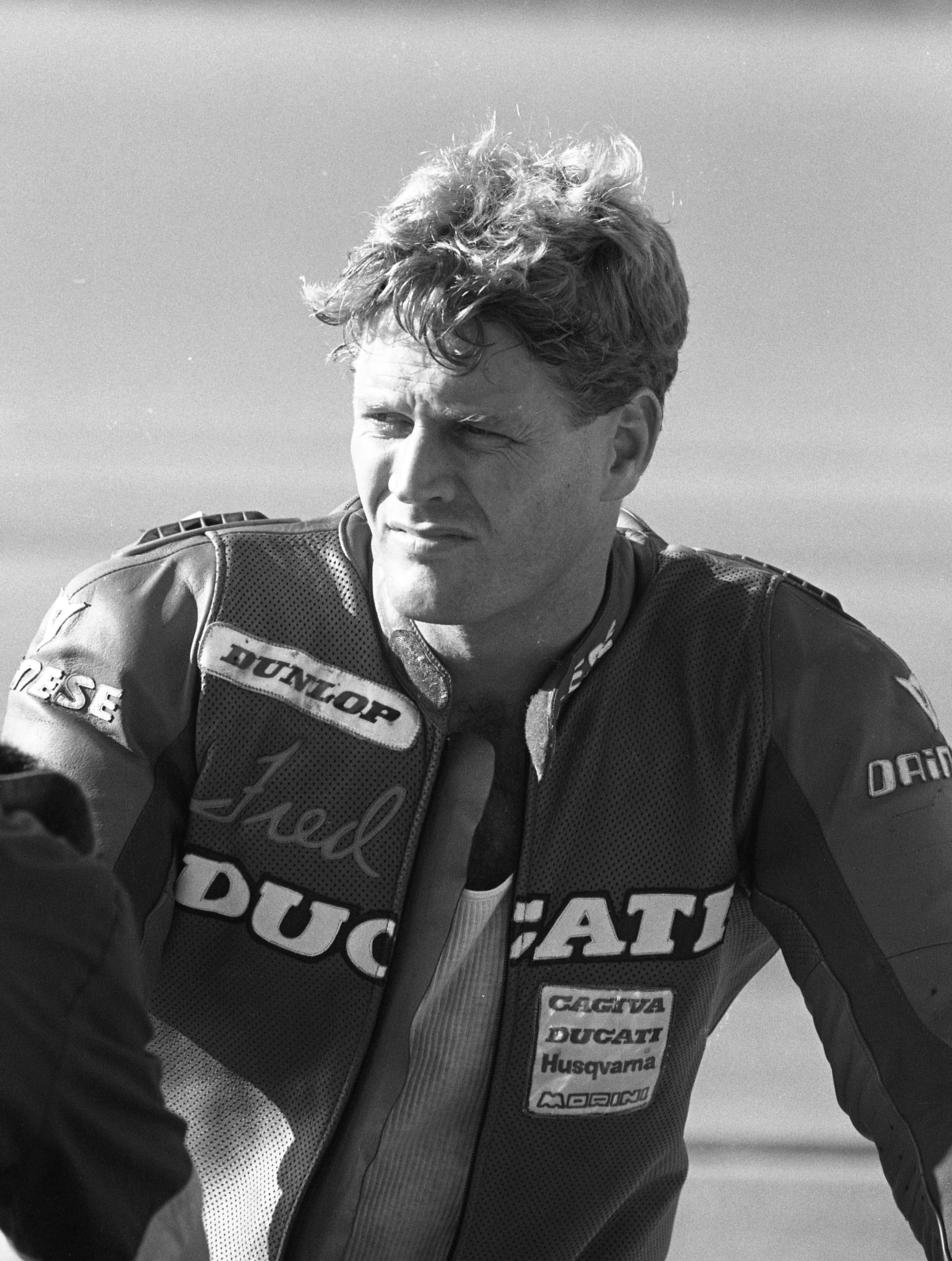
Fred Merkel (* 1962)

- Merkel, Friedemann (1929–2004), deutscher evangelischer Theologe
- Merkel, Friedrich (1845–1919), deutscher Anatom
- Merkel, Friedrich Wilhelm (1911–2002), deutscher Zoologe und Verhaltensforscher
- Merkel, Garlieb Helwig (1769–1850), deutsch-baltischer Publizist und Schriftsteller
- Merkel, Georg (1829–1898), Oberbürgermeister der Stadt Göttingen
- Merkel, Georg (1881–1976), österreichischer Maler
- Merkel, Gerhard (* 1929), deutscher Informatiker und Wissenschaftsorganisator
- Merkel, Gottlieb (1734–1807), deutscher lutherischer Theologe
- Merkel, Gottlieb von (1835–1921), deutscher Arzt
- Merkel, Gustav Adolf (1827–1885), deutscher Orgelvirtuose und Komponist
- Merkel, Hans (1902–1993), deutscher Jurist im nationalsozialistischen Deutschland und in der Bundesrepublik Deutschland
- Merkel, Hans (1934–2020), deutscher Jurist und Politiker (CSU)
- Merkel, Harry (1918–1995), deutscher Automobilrennfahrer, Kraftfahrzeughändler und Konstrukteur
- Merkel, Harry (* 1929), deutscher Theater-, Film- und Fernsehschauspieler
- Merkel, Heinrich G. (1900–1985), deutscher Zeitungs- und Buchverleger
- Merkel, Hellmuth (1915–1982), deutscher Musiker, Komponist und Dirigent
- Merkel, Helmut (* 1942), deutscher evangelischer Theologe und Hochschullehrer
- Merkel, Helmut (* 1949), deutscher Manager, Berater und Unternehmer
- Merkel, Herbert (1910–1967), deutscher Diplomat (DDR)
- Merkel, Hermann (1873–1957), deutscher Rechtsmediziner und Hochschullehrer
- Merkel, Hermann (1878–1938), deutscher Politiker (SPD), MdR
- Merkel, Inge (1922–2006), österreichische Schriftstellerin
- Merkel, Jacek (* 1954), polnischer Politiker, Mitglied des Sejm und des Senats
- Merkel, Johann Jakob (1748–1817), deutscher Bürgermeister Baden-Württemberg
- Merkel, Johannes (1798–1879), deutscher Industrieller
- Merkel, Johannes (1852–1909), deutscher Jurist
- Merkel, Johannes Gottfried (1860–1934), deutscher Komponist und Musikpädagoge
- Merkel, Jörg (* 1968), deutscher Fußballspieler
- Merkel, Karl (1903–1937), deutscher Widerstandskämpfer gegen den Nationalsozialismus
- Merkel, Karlheinz (1955–2020), deutscher Rechtsanwalt
- Merkel, Kerstin (* 1962), deutsche Kunsthistorikerin und Hochschullehrerin
- Merkel, Klara (* 2000), deutsche Schauspielerin
- Merkel, Klaus (* 1940), deutscher Fotograf und Autor
- Merkel, Klaus (* 1953), deutscher Maler und Hochschullehrer
- Merkel, Klaus (* 1957), deutscher Kameramann
- Merkel, Kurt (1934–2020), deutscher Diplomat
- Merkel, Leopold Carl Friedrich (1892–1929), deutscher Ingenieurwissenschaftler
- Merkel, Luca (* 2004), deutscher Basketballspieler
- Merkel, Maike Katrin (* 1978), deutsche Musical-Schauspielerin und Sängerin
- Merkel, Manfred (* 1933), deutscher Militär, Generalmajor der LSK/LV der Nationalen Volksarmee
- Merkel, Manfred (* 1938), deutscher Kanute und Kanuslalom-Weltmeister
- Merkel, Manfred (* 1945), deutscher Fußballspieler
- Merkel, Marcus (* 1991), deutscher Dirigent, Pianist und Komponist
- Merkel, Matilda (* 1996), deutsche Schauspielerin
- Merkel, Max (1918–2006), österreichischer Fußballspieler und -trainerMax Merkel (1918–2006)

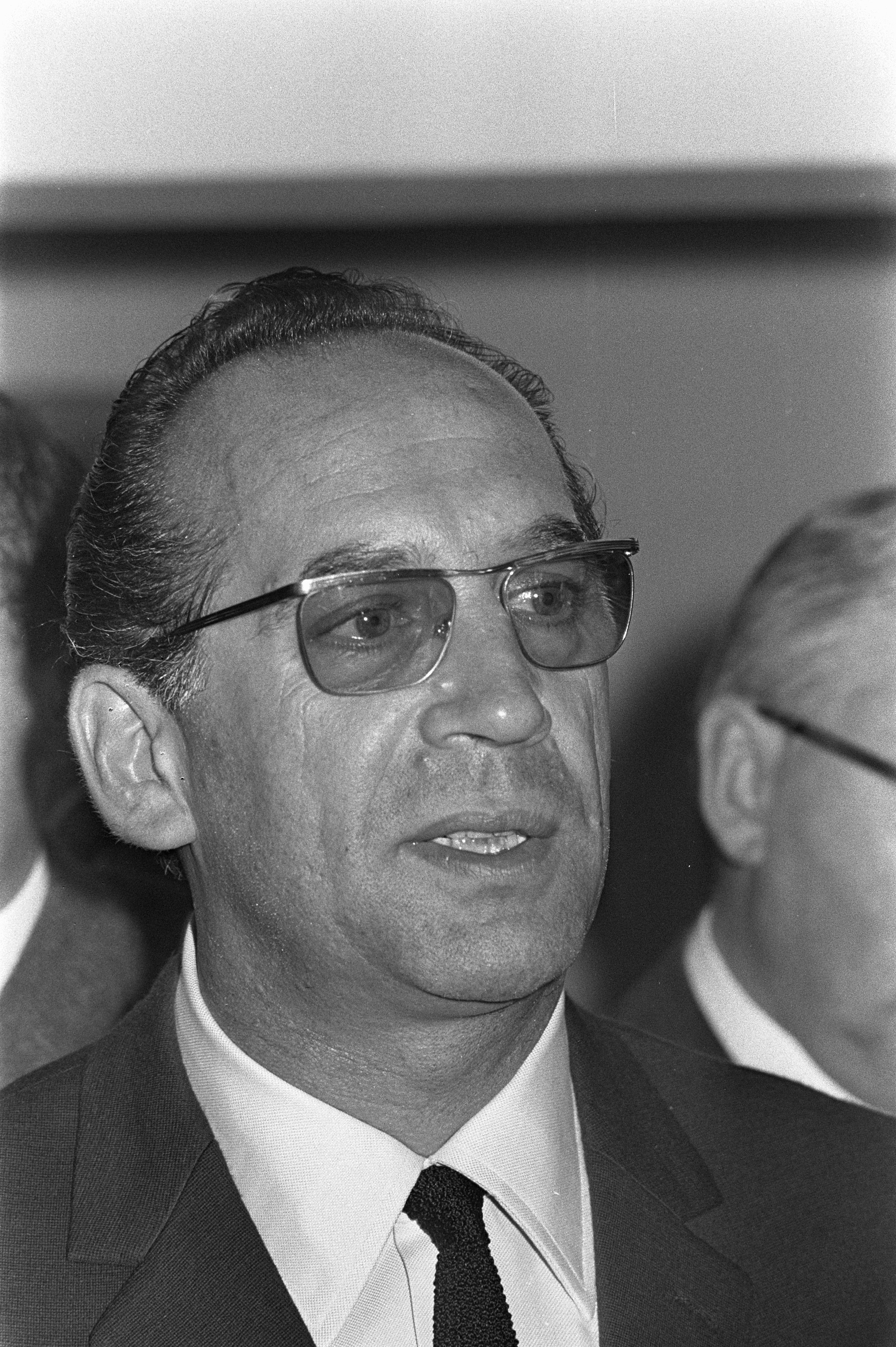
Max Merkel (1918–2006)

- Merkel, Michael (* 1987), deutscher bildender Künstler, Kurator und Autor
- Merkel, Olaf (* 1962), deutscher Radrennfahrer
- Merkel, Oliver (* 1963), deutscher Fußballspieler
- Merkel, Oliver (* 1991), deutscher Fußballspieler
- Merkel, Olivia (* 1981), deutsche Pharmazeutin und Hochschullehrerin
- Merkel, Oskar (1836–1912), deutscher Industrieller
- Merkel, Otto Julius (1879–1955), deutscher Manager
- Merkel, Paul (1872–1943), deutscher Rechtswissenschaftler und Hochschullehrer für Straf- und Prozessrecht
- Merkel, Paul (1897–1978), deutscher Pädagoge
- Merkel, Paul Johannes (1819–1861), deutscher Rechtswissenschaftler
- Merkel, Paul von (1864–1949), bayerischer Staatsrat und zeitweise Finanzminister
- Merkel, Paul Wolfgang (1756–1820), Kaufmann, erster Abgeordneter der Stadt Nürnberg im Bayerischen Landtag
- Merkel, Petra (* 1947), deutsche Politikerin (SPD), MdA, MdB
- Merkel, Pierre (* 1989), deutscher Fußballspieler
- Merkel, Rachmiel (1843–1907), österreichischer Unternehmer, Begründer und Inhaber des Möbelhauses R. Merkel
- Merkel, Rainer (* 1964), deutscher Schriftsteller
- Merkel, Reiner (1952–2007), deutscher Journalist und Manager
- Merkel, Reinhard (* 1950), deutscher Rechtswissenschaftler, Essayist und Schwimmer
- Merkel, Robert (1850–1916), deutscher Unternehmer und Politiker (NLP), MdR
- Merkel, Roland (* 1952), deutscher Fußballspieler
- Merkel, Ronja (* 1989), deutsche Kunsthistorikerin und Journalistin
- Merkel, Rudolf (1905–1987), deutscher Jurist
- Merkel, Salomon Friedrich (1760–1823), deutscher Jurist
- Merkel, Steffen (* 1975), deutscher Musiker, Percussionist, Arrangeur, Musiklehrer und Autor
- Merkel, Tess (* 1970), schwedische Sängerin und Mitglied der Band Alcazar
- Merkel, Theo (1934–2002), deutscher Skilangläufer, Kombinierer, Sportschütze, Biathlet, Trainer und Funktionär
- Merkel, Thomas (1964–2015), deutscher Eishockeyspieler
- Merkel, Una (1903–1986), US-amerikanische Schauspielerin
- Merkel, Wolfgang (* 1952), deutscher PolitikwissenschaftlerWolfgang Merkel (* 1952)

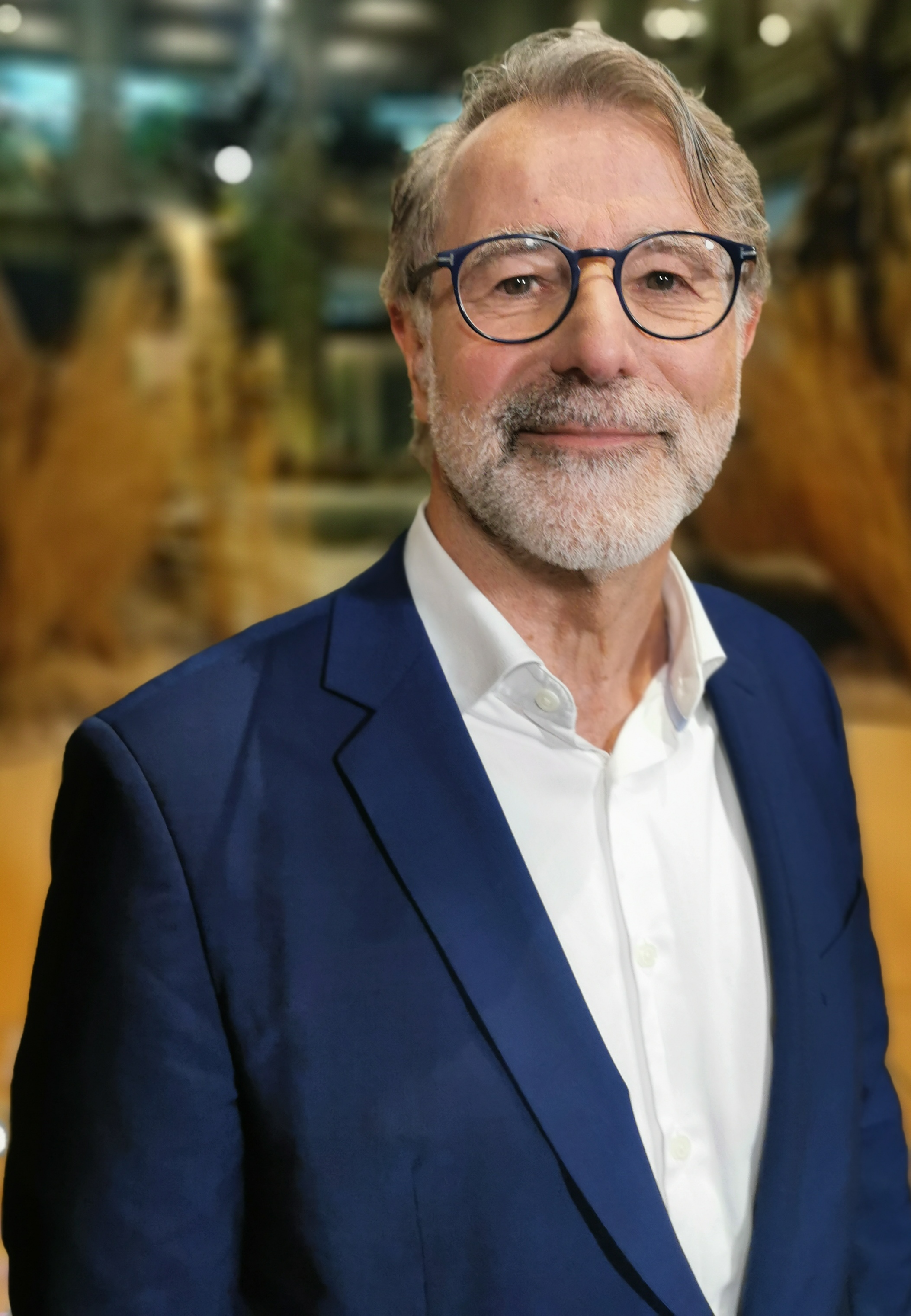
Wolfgang Merkel (* 1952)

- Merkel-Melis, Renate (1937–2012), deutsche Historikerin und Editorin
- Merkel-Romée, Louise (1888–1977), österreichische Malerin
- Merkelbach, Reinhold (1918–2006), deutscher klassischer Philologe
- Merkelbach-Pinck, Angelika (1885–1972), deutsche Volkskundlerin
- Merkelys, Remigijus (* 1964), litauischer Komponist
- Merken, Lucretia Wilhelmina van (1721–1789), niederländische Dichterin
- Merkens, David (* 1866), deutscher Bauer und Dichter
- Merkens, Hans (1937–2024), deutscher Erziehungswissenschaftler
- Merkens, Jupp (1903–1981), deutscher Radsportler und Schrittmacher
- Merkens, Peter Heinrich (1777–1854), deutscher Unternehmer, Bankier und Politiker
- Merkens, Tom Christian (* 1990), deutscher Fußballspieler
- Merkens, Toni (1912–1944), deutscher RadrennfahrerToni Merkens (1912–1944)

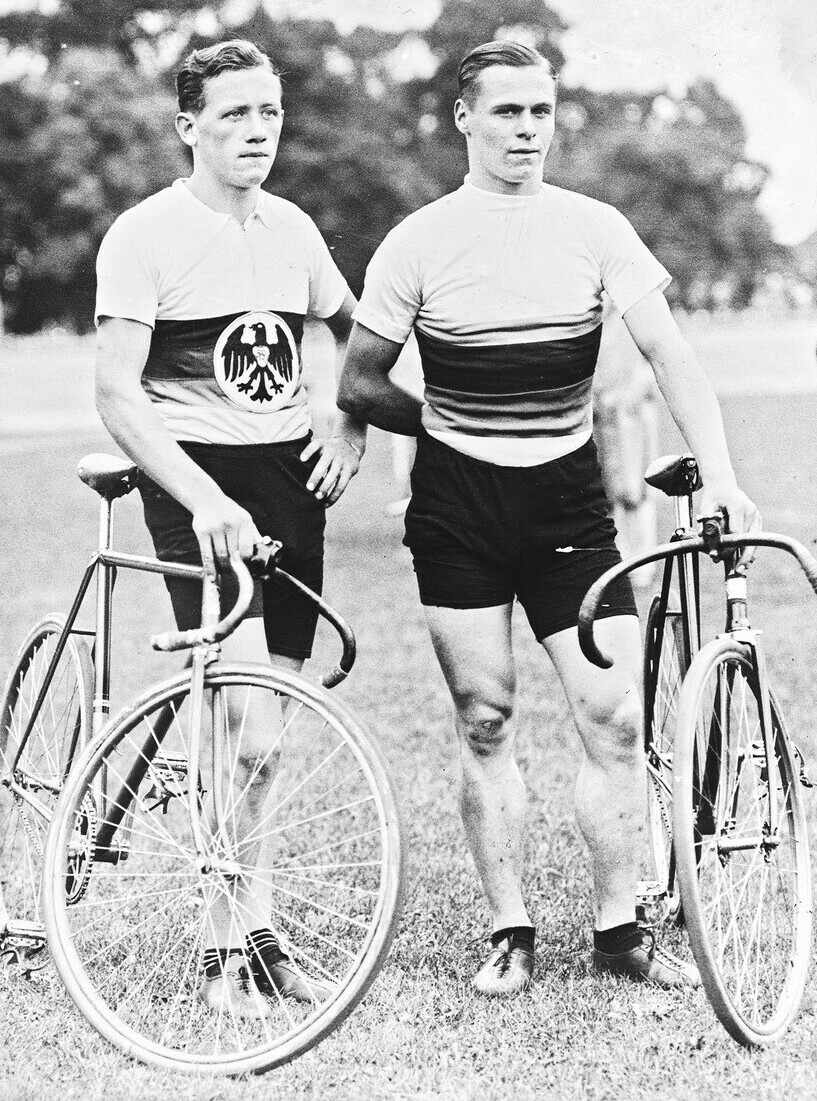
Toni Merkens (1912–1944)

- Merkenschlager, Friedrich (1892–1968), deutscher Agrikulturbotaniker, Phytomediziner, Heimatforscher und Dichter
- Merkenschlager, Karl (1885–1967), deutscher Rechtsanwalt
- Merkenschlager, Michael (1926–2012), deutscher Tierarzt und Physiologe
- Merkenthaler, Annette (* 1944), deutsche Künstlerin
- Merker, Andreas (* 1979), deutscher Schauspieler
- Merker, Bianca (* 1990), deutsche Shorttrackerin
- Merker, Emil (1888–1972), deutscher Schriftsteller
- Merker, Felicitas (* 1992), deutsche Behindertensportlerin
- Merker, Frank (1944–2008), deutscher Maler und Grafiker
- Merker, Fritz (1848–1926), Schweizer Unternehmer
- Merker, Hans (1904–1945), deutscher Politiker (KPD), Widerstandskämpfer
- Merker, Hans-Joachim (1929–2014), deutscher Anatom
- Merker, Heike (* 1967), deutsche Maskenbildnerin
- Merker, Herbert (* 1901), deutscher SA-Führer
- Merker, Karl, deutscher Fußballspieler
- Merker, Ludwig (1894–1964), deutscher Generalleutnant im Zweiten Weltkrieg
- Merker, Max (1861–1928), deutscher Maler
- Merker, Otto (* 1896), deutscher Politiker (NSDAP), MdR, MdL
- Merker, Otto (1899–1986), deutscher Maschinenbauingenieur
- Merker, Otto (1934–2018), deutscher Historiker und Archivar
- Merker, Paul (1881–1945), Literaturhistoriker in Deutschland
- Merker, Paul (1894–1969), deutscher Politiker (KPD, SED), MdV
- Merker, Peter (* 1890), deutscher Kommandoführer im KZ Buchenwald
- Merker, Raimund (* 1965), deutscher Schauspieler, Geistes- und Kulturwissenschaftler
- Merker, Rolf (1936–2002), deutscher Politiker (FDP), MdB
- Merker, Thomas (* 1958), deutscher Kameramann
- Merkerson, S. Epatha (* 1952), US-amerikanische SchauspielerinS. Epatha Merkerson (* 1952)

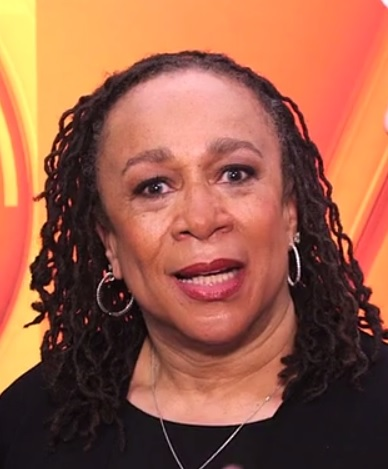
S. Epatha Merkerson (* 1952)

- Merkert, Jörn (1946–2025), deutscher Museumsdirektor
- Merkert, Maria (1817–1872), Mitbegründerin der Kongregation der Schwestern von der heiligen Elisabeth
- Merkesdal, Linda Monsen (* 1973), norwegische Politikerin

### Merkh
- Merkhoffer, Franz (* 1946), deutscher Fußballspieler

### Merki
- Merki, Brigitta Luisa (* 1954), Schweizer Choreografin und Flamenco-Tänzerin
- Merki, Christoph Maria (* 1960), Schweizer Historiker
- Merki, Martin (1931–2014), Schweizer Journalist
- Merki, Stefan (* 1963), Schweizer Schauspieler
- Merkies, Fons (* 1966), niederländischer Komponist
- Merkies, Judith A. (* 1966), niederländische Politikerin (PvdA), MdEP
- Merkin, Michele (* 1975), amerikanisches Model, Schauspielerin und Moderatorin
- Merkisch, Robin (* 1971), deutscher Fotograf und Künstler

### Merkl
- Merkl, Adolf Julius (1890–1970), österreichischer Staats- und Verwaltungsrechtler
- Merkl, David (* 1987), deutscher Toningenieur, Sound Designer und Musikproduzent
- Merkl, Gerhard (1940–2016), deutscher Politiker (CSU)
- Merkl, Gerhard (1961–2016), deutscher Kirchenmusiker und Domkapellmeister
- Merkl, Joseph (1865–1913), deutscher Musiker
- Merkl, Kaspar Ludwig (1885–1967), deutscher Apotheker, Autor und Maler
- Merkl, Ottó (1957–2021), ungarischer Entomologe, Museologe und Schriftsteller
- Merkl, Peter H. (1932–2024), amerikanischer Politikwissenschaftler und Hochschullehrer
- Merkl, Rudolf von (1831–1911), österreichischer General und Kriegsminister
- Merkl, Willy (* 1900), deutscher Ingenieur und BergsteigerWilly Merkl (* 1900)

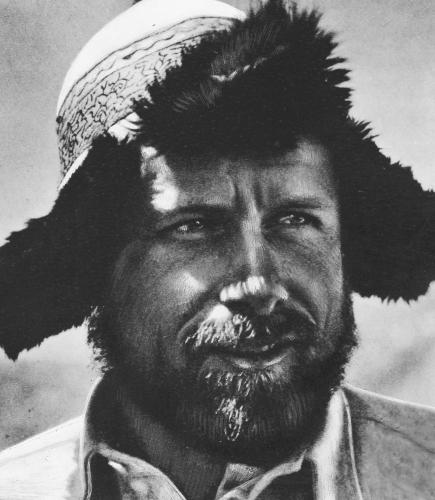
Willy Merkl (* 1900)

- Merkle, Adolphe (1924–2012), Schweizer Unternehmer und Mäzen
- Merkle, Andreas (* 1962), deutscher Fußballspieler
- Merklé, Arnaud (* 2000), französischer Badmintonspieler
- Merkle, Athanasius (1888–1980), deutscher Ordensgeistlicher, Abt von Itaporanga
- Merkle, Benno (1872–1959), deutscher Politiker (SPD), Oberbürgermeister der Stadt Schweinfurt (1920–1933)
- Merkle, Bernd (* 1943), deutscher Autor
- Merkle, Eugen, deutscher Fußballspieler
- Merkle, Ewald (1924–2013), deutscher Kommunalpolitiker (CDU)
- Merkle, Franz (1905–1960), deutscher Volkswirt und Redakteur
- Merkle, Guya (* 1986), deutsche Unternehmerin, Schmuckdesignerin und Umweltaktivistin
- Merkle, Hans (1918–1993), deutscher Fußballtrainer
- Merkle, Hans Lutz (1913–2000), deutscher ManagerHans Lutz Merkle (1913–2000)

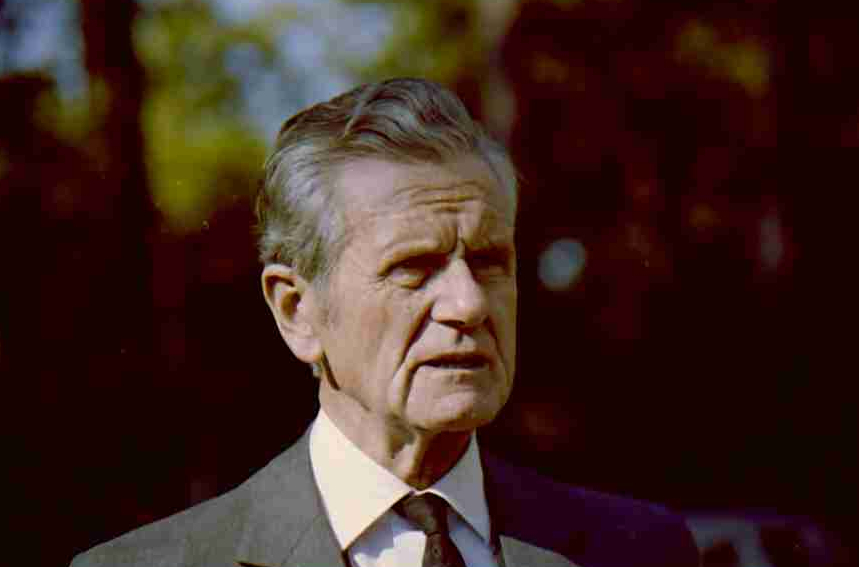
Hans Lutz Merkle (1913–2000)

- Merkle, Hieronymus (1887–1970), deutscher Politiker (NSDAP), MdR
- Merkle, Josef (1882–1952), deutscher Ringer
- Merkle, Matthias (1816–1881), deutscher katholischer Geistlicher und Politiker (Zentrum), MdR
- Merkle, Matthias (* 1970), deutscher Regisseur und Autor
- Merkle, Ralph (* 1952), US-amerikanischer Informatiker, Wegbereiter für asymmetrische Kryptosysteme
- Merkle, Regine (1875–1903), deutsche Dichterin
- Merkle, Rolf (1952–2019), deutscher Psychotherapeut und Autor
- Merkle, Sebastian (1862–1945), katholischer Kirchenhistoriker
- Merkle, Wolfgang (* 1954), deutscher Arzt, Psychiater, Psychosomatiker und Psychoanalytiker
- Merklein, Helmut (1940–1999), deutscher katholischer Theologe und Exeget
- Merklein, Johann Jacob (1620–1700), deutscher Ostindienreisender, Barbierchirurg und Autor
- Merklein, Marion (* 1973), deutsche Ingenieurin und Hochschullehrerin
- Merklein, Mark (* 1972), bahamaischer Tennisspieler
- Merklein, Renate (1939–1997), deutsche Journalistin, Publizistin und Herausgeberin
- Merklein, Vico (* 1977), deutscher Handbiker
- Merkley, Jeff (* 1956), amerikanischer Politiker der Demokratischen Partei
- Merkley, Nick (* 1997), kanadischer Eishockeyspieler
- Merklin, Franz Joseph (1788–1857), deutscher Orgelbauer in Baden
- Merklin, Johann Abraham (1674–1729), deutscher Mediziner, Stadtphysicus in Nürnberg, Mitglied der Leopoldina
- Merklin, Joseph (1819–1905), deutscher Orgelbauer
- Merklin, Markart († 1461), Bürgermeister der Reichsstadt Heilbronn
- Merklinger, Daniela (* 1978), deutsche Pädagogin und Hochschullehrerin

### Merko
- Merko, Ramiz (* 1957), nordmazedonischer Politiker (parteilos, ehemals BDI)
- Merkosky, Melanie (* 1986), kanadische Schauspielerin
- Měrková, Vendula (* 1988), tschechische Volleyballspielerin
- Merkow, Petar (* 1976), bulgarischer Kanute

### Merks
- Merks, Karl-Wilhelm (* 1939), deutscher römisch-katholischer Theologe
- Merksteijn, Peter van junior (* 1982), niederländischer Rallyefahrer
- Merksteijn, Peter van senior (* 1956), niederländischer Automobilrennfahrer

### Merkt
- Merkt, Andreas (* 1967), deutscher Theologe und Hochschullehrer
- Merkt, Frédéric (* 1966), Schweizer Chemiker
- Merkt, Hanno (* 1960), deutscher Jurist und Professor an der Universität Freiburg im Breisgau
- Merkt, Hans (1915–1991), deutscher Volkswirt und Politiker (CSU), MdL Bayern
- Merkt, Hans (1923–2001), deutscher Tierarzt und Hochschullehrer
- Merkt, Hartmut (1953–2019), deutscher Schriftsteller
- Merkt, Irmgard (* 1946), deutsche Musikpädagogin
- Merkt, Otto (1877–1951), deutscher Kommunalpolitiker und HeimatforscherOtto Merkt (1877–1951)

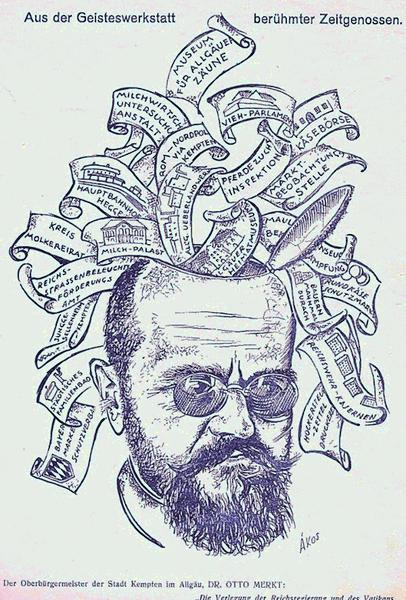
Otto Merkt (1877–1951)

### Merku
- Merkulov, Alexander (* 1963), russischer Pianist und Komponist
- Merkulow, Michail Wiktorowitsch (* 1994), russischer Fußballspieler
- Merkulow, Robert Wiktorowitsch (1931–2022), sowjetischer Eisschnellläufer
- Merkulow, Wsewolod Nikolajewitsch (1895–1953), sowjetischer Politiker, Geheimdienstfunktionär und als Armeegeneral Leiter des MGBWsewolod Nikolajewitsch Merkulow (1895–1953)

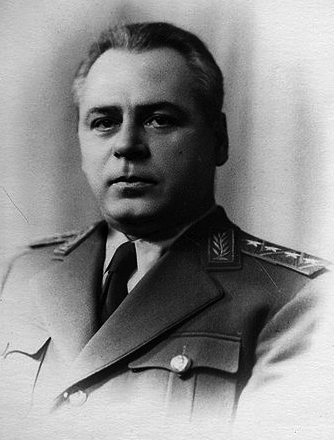
Wsewolod Nikolajewitsch Merkulow (1895–1953)

- Merkulowa, Alexandra Sergejewna (* 1995), russische Rhythmische Sportgymnastin
- Merkulowa, Julija Wiktorowna (* 1984), russische Volleyballspielerin
- Merkurjev, Alexander (* 1955), US-amerikanischer Mathematiker
- Merkurjew, Wassili Wassiljewitsch (1904–1978), sowjetischer Schauspieler, Theaterregisseur und Schauspiellehrer
- Merkurow, Sergei Dmitrijewitsch (1881–1952), russischer Bildhauer
- Merkus, Jeanne (1839–1897), niederländische Abenteurerin
- Merkus, Pieter (1787–1844), niederländischer Kolonialpolitiker und Generalgouverneur von Niederländisch-Indien
- Merkuschina, Iryna (* 1968), ukrainische Biathletin
- Merkuschyna, Anastassija (* 1995), ukrainische Biathletin
- Merkuschyna, Oleksandra (* 2005), ukrainische Biathletin

### Merkx
- Merkx, Alexander (* 1994), niederländischer Dartspieler

### Merky
- Merkys, Antanas (1887–1955), Premierminister und kurzzeitig auch Präsident Litauens in der Zwischenkriegszeit